# Jaja Baroh
Jaja Baroh is een bestuurslaag in het regentschap Pidie van de provincie Atjeh, Indonesië. Jaja Baroh telt 226 inwoners (volkstelling 2010).